# Crossopetalum filipes
Crossopetalum filipes är en benvedsväxtart som först beskrevs av Thomas Archibald Sprague, och fick sitt nu gällande namn av Lundell. Crossopetalum filipes ingår i släktet Crossopetalum och familjen Celastraceae. Inga underarter finns listade.